# Corymyia xantha
Corymyia xantha är en tvåvingeart som beskrevs av Jason Gilbert Hayden Londt 1994. Corymyia xantha ingår i släktet Corymyia och familjen rovflugor. Inga underarter finns listade i Catalogue of Life.